# Willy Russell
William "Willy" Russell, född 23 augusti 1947 i Whiston, Merseyside, är en brittisk dramatiker och kompositör.
Russell växte upp i trakten av Liverpool som son till en bokhandlare. Han arbetade som bland annat damfrisör med egen salong i flera år och skrev samtidigt sånger, musik och teatermanus. Efter några andra verk fick han 1974 mer uppmärksamhet med en musikal om The Beatles, John, Paul, George, Ringo...and Bert, som också gick en längre tid i London. Our Day Out har även haft framgångar både som pjäs, TV-film och musikal. Mest känd är han för de prisbelönta och även filmatiserade pjäserna Timmarna med Rita (1980, film 1983 med Julie Walters och Michael Caine i huvudrollerna som kunskapssökande damfrisörska respektive desillusionerad universitetsprofessor), musikalen Blodsbröder (1983), som Russell även skrev musiken till, samt Shirley Valentine (1986, film 1989). Dessa verk har även gjorts i flera svenska uppsättningar.
Russell har skrivit Den andra pojken (utgiven på svenska 2001, i original år 2000 med titeln The Wrong Boy), som är hans första roman och som tog honom tio år att skriva.
1990 öppnades i Liverpool ett centrum för behandling av stamning The Willy Russell Centre for Children and Adults Who Stammer. Centret uppkallades efter honom, då många av hans pjäser handlar om människors möjligheter att finna vägar att kunna förändra sina liv trots olika hinder och problem på vägen.

## Verkförteckning
- Keep your eyes down on the road (pjäs, 1971)
- Sam O'Shanker (pjäs, 1972; musikal, 1973)
- Blind Scouse (1972)
- John, Paul, George, Ringo … and Bert (musikal, 1974)
- Death of a young man (pjäs, 1974)
- Breezeblock Park (pjäs, 1975)
  - Stilla natt i Komarken (otryckt översättning av Kim Lantz för Folkteatern i Göteborg 1997)
- Our day out (pjäs/TV-film, 1976; musikal, 1983)
  - Utflykten (otryckt översättning av Kim Lantz för Teater 23 i Malmö, 1991)
  - Utflykten (otryckt översättning av Bengt Ohlsson för Kungliga dramatiska teatern 1998)
- One for the road (pjäs, 1976)
  - Vuxna, värdelösa och trettifem (otryckt svensk adaption av Kim Lantz för Folkteatern i Göteborg, 1995)
- I read the news today (pjäs, 1976)
- Stags and hens (1978 pjäs; film 1990 som Dancin' thru the dark)
  - Mösexan (otryckt översättning av Gunilla Anderman för Kungliga dramatiska teatern 1987)
- Educating Rita/Timmarna med Rita (pjäs 1980; film 1983; nominerad för Oscar)
  - Timmarna med Rita (otryckt översättning av Gunilla Anderman för Folkteatern i Göteborg 1985; även spelad Länsteatern i Örebro, 1994, Stockholms stadsteater/Parkteatern, 2000, Folkteatern i Göteborg 1999 och Östgötateatern 2002)
- One summer (TV-serie, 1983)
- Blood Brothers (musikal, 1983, har spelats oavbrutet sedan dess
  - Blodsbröder (otryckt översättning av Klas Östergren och Sven Hugo Persson, spelad på Malmö stadsteater 1986,  Stadsteatern i Göteborg 1986, Västerbottensteatern, 1987, Helsingborgs stadsteater, 1993 och Stockholms parkteater, 1995)
- Connie (TV-serie, med titelmelodin The show)
- Shirley Valentine (pjäs, 1986; film, 1989)
  - Shirley Valentine (otryckt översättning: Mariann Rudberg, Claes Lundberg för Malmö stadsteater, 1989; även spelad Östgötateatern, 1999, Borås stadsteater, 1999 och Folkteatern i Göteborg , 2009)
- Terraces (TV-film, 1993)
- The wrong boy (2000)
  - Den andra pojken (översättning: Mats Hörmark, Forum, 2001)
- Hoovering the moon (2003)